# 生者の心における死の物理的不可能性
生者の心における死の物理的な不可能性（The Physical Impossibility of Death in the Mind of Someone Living）はイギリスの美術家でありヤング・ブリティッシュ・アーティスト(YBA)の代表的な存在であるダミアン・ハーストにより1991年に作られた作品。ガラス容器に入ったホルムアルデヒドに漬けられたイタチザメからなる。元々1991年にチャールズ・サーチによって委託されて作成したものであり、2004年にスティーブン・Ａ・コーヘンに価格非公開で売却されたが、800万ドルであると広く報道されている。しかしドン・トンプソンの本のタイトル The $12 Million Stuffed Shark: The Curious Economics of Contemporary Art（1200万ドルの剥製のサメ:現代アートの奇妙な経済学）はより高い値段を提示している。
最初の14-フート (4.3 m)のイタチザメの劣化により、2006年に新しい標本に交換された。2007年から2010年まで、ニューヨークのメトロポリタン美術館に貸し出された。
1990年代におけるイギリスの美術の象徴的な作品とみなされ、世界中のブリタートの象徴となった。

## 背景とコンセプト
この作品はチャールズ・サーチが資金提供を行った。彼は1991年にハーストが作りたい作品であればなんでもその対価を支払うことを提案している。サメ自体に6000ポンドの費用がかかり、全部でかかった費用は5万ポンドであった。サメは捕まえるように委任された漁師によりオーストラリア、クイーンズランド州のハーヴィー湾で捕獲された。ハーストは「あなたを食べつくすのに十分な大きさのもの」を希望していた。
最初に展示されたのは1992年のサーチ・ギャラリーで行われた一連のヤング・ブリティッシュ・アーティスト展の最初の展覧会においてであった。その次はロンドン北部のセントジョンズウッドで展示された。イギリスのタブロイド紙 The Sun は"£50,000 for fish without chips"というタイトルの物語を展開した。この展覧会にはハーストの作品 A Thousand Years も含まれている。その後、ターナー賞にノミネートされたが、グレンヴィル・ダヴィーに授与された。サーチは2004年に、スティーブン・Ａ・コーヘンに推定800万ドルの値段で売却した。
その形式的な仕様は、「イタチザメ、ガラス、鋼、5%ホルムアルデヒド溶液（213 × 518 × 213 cm）」である。
ニューヨーク・タイムズは2007年、以下のような作品の解説を書いている。

Mr. Hirst often aims to fry the mind (and misses more than he hits), but he does so by setting up direct, often visceral experiences, of which the shark remains the most outstanding.

In keeping with the piece's title, the shark is simultaneously life and death incarnate in a way you don't quite grasp until you see it, suspended and silent, in its tank. It gives the innately demonic urge to live a demonic, deathlike form.

## 腐敗と交換
サメは当初不十分に保存されていたため、サメは悪化し始め、周囲の液体は濁ってしまっていた。ハーストはその腐敗の原因としてサーチ・ギャラリーが漂白剤を加えたことを挙げている。1993年、ギャラリーはサメのはらわたを抜き、肌をガラス繊維の型で引き延ばした。これに対しハーストは「恐ろしいように見えなくなってしまった... 本物であるとは言えず、重さがないように感じた」とコメントしている。ハーストはサーチがコーヘンに作品を売却したことを知ると、サメの交換を提案した。コーエンがその後資金を提供した作業では、費用は「筋が通らない」と言われた（ホルムアルデヒドの処理だけで10万ドル前後であった）。新しいサメはクイーンズランドで捕獲され、年は中年に相当する約25-30歳のメスであった。2か月間をかけてハーストに届けられた。科学者でありロンドン自然史博物館の魚のキュレーターでもあるOliver Crimmenは2006年に新たな標本の保存の支援を行った。ホルムアルデヒドを体内に注射すること及び7%ホルマリン溶液の浴槽に2週間漬けることである。その後、元のガラス容器を使ってサメを収容した。

サメを交換したことにより、結果的に同じ作品とみなすことができるのだろうかという哲学的な疑問がハーストにより認められている。 
これは大きなジレンマだ。芸術家や保存をする人は、元の作品や元の作品の意図などの重要なことについて異なる意見を持っている。私は、コンセプチュアル・アートを背景に持っているので、それは意図的であるべきだと思う。それは同じものである。しかし、陪審は来たるべき時が来るまで、長い間いなくなるだろう。

## 他のバリエーション
ハーストはその後、ガラス容器に入ったホルムアルデヒドの中に保存したサメに焦点を当てた他の作品を作っている。2008年9月、イタチザメを入れたThe Kingdomという作品がハーストのサザビーズのオークションで売られ、Beautiful Inside My Head Foreverという作品は960万ポンドで落札されている（予想の300万ポンドも上の値段である）。
ハーストはオランダのミニチュア博物館のために、この作品のミニチュア版を作っている。ケースのサイズは10 × 3.5 × 5cmであり、ホルムアルデヒドで満たされ、グッピーが入れられた。

## さまざまな反応

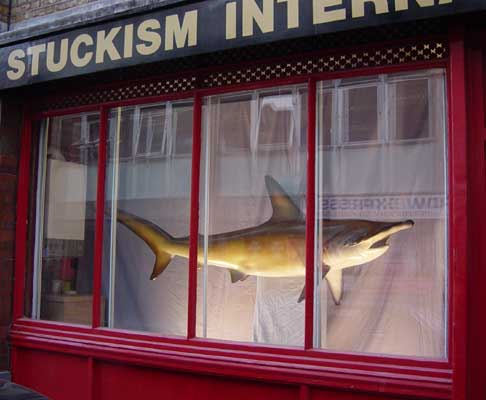
A Dead Shark Isn't Art, 2003. Stuckism International Gallery

2003年、スタッキズム・インターナショナル・ギャラリーでA Dead Shark Isn't Art（死んだサメは芸術ではない）という題でサメが展示された。これはショーディッチで電機ショップを経営するエディー・サウンダースが釣ったサメで、この店にハーストの2年前から飾られていたものである。ヤング・ブリティッシュ・アーティストを攻撃するスタッキスト達は、ハーストがサウンダースのサメをみて着想を得たのだと主張した。
2004年のロイヤル・アカデミーのスピーチで、美術評論家のロバート・ヒューズはこの作品を、当時の国際的な美術市場がいかに「文化的わいせつ」であったかの主要な例として挙げている。作品名や名前は挙げていないが、彼はベラスケスの絵のレースの襟についた刷毛目の方が、「テムズ川の反対側のタンクでぼんやりを崩壊してゆく」サメよりも急進的なものであるかもしれないとも述べている。
2009年のイギリスとハンガリーの映画くるみ割り人形には、ペットのサメが水槽で感電死するシーンがあり、これは監督のアンドレイ・コンチャロフスキーがハーストの作品を参考にしたものである。